# Tri četrtine sonca
Pour plus de détails, voir Fiche technique et Distribution.

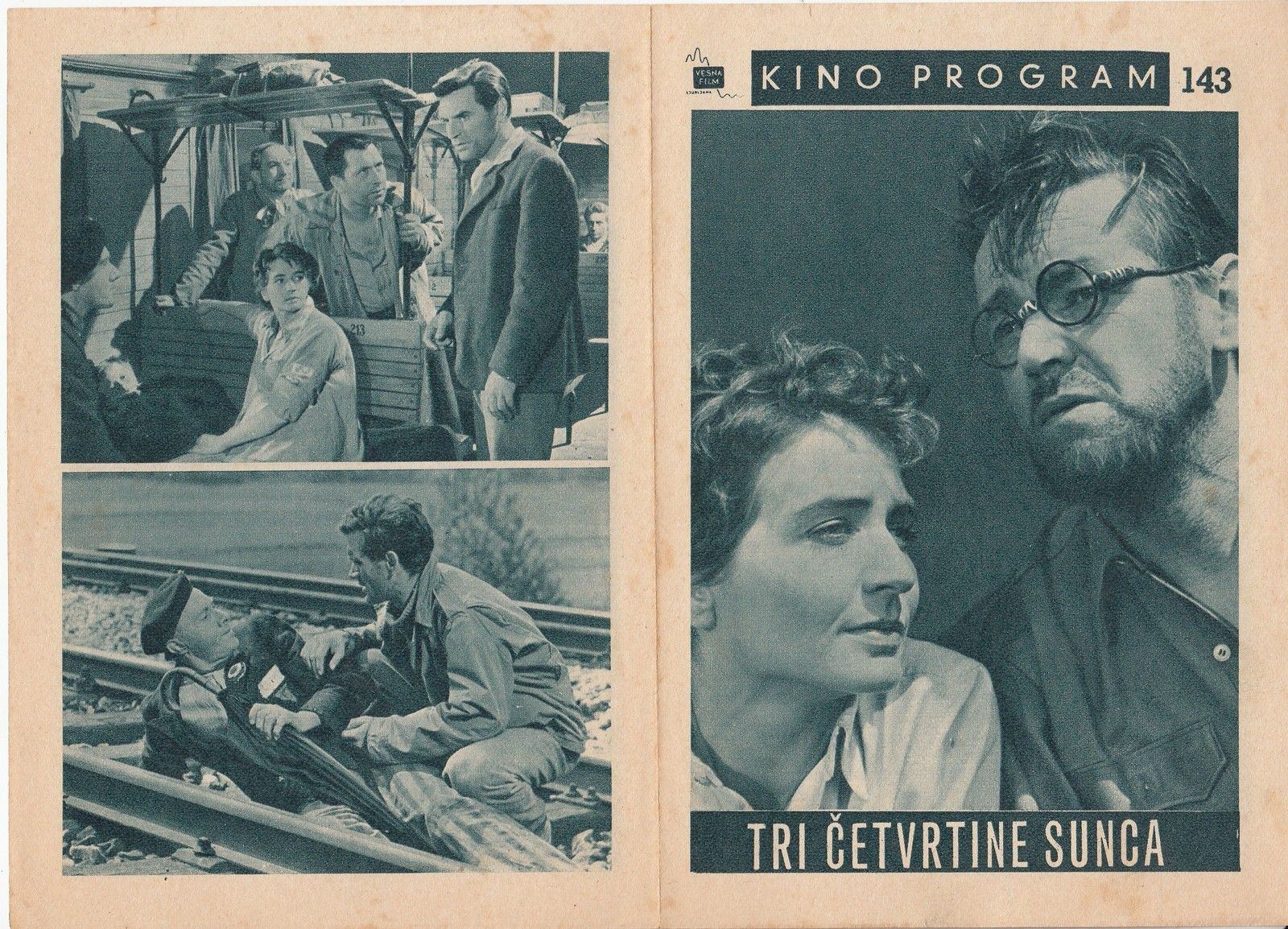
Brochure du film Les trois quarts d'un soleil

Tri četrtine sonca (lit. Les trois quarts du soleil) est un drame slovène en noir et blanc réalisé par Jože Babič en 1959.

## Synopsis
Un groupe de prisonniers des camps de concentration rentrent chez eux après la guerre. Leur vie à tous a été pour toujours profondément affectée par cette dernière. Forcés de vivre ensemble, tensions et amitiés naissent entre différents membres du groupe. Mais quand l'un de ces anciens détenus se révèle être un soldat allemand, l'un des prisonniers décide de rentrer seul de son côté alors que tous les autres espèrent rentrer chez eux avec un train,,...

## Fiche technique
Sauf indication contraire, les informations mentionnées dans cette section peuvent être confirmées par la base de données cinématographiques IMDb,  présente dans la section « Liens externes ».
- Titre original : Tri četrtine sonca
- Titre anglais : Three Quarters of the Sun
- Réalisation : Jože Babič
- Scénario : Leopold Lahola
- Musique : Bojan Adamič
- Photographie : Rudi Vavpotič
- Son : Marjan Meglič
- Décors : Niko Matul
- Costumes : Milena Kumar
- Pays de production :  Yougoslavie
- Genre : Drame, guerre
- Durée : 104 minutes

## Distribution
Sauf indication contraire, les informations mentionnées dans cette section peuvent être confirmées par la base de données cinématographiques IMDb,  présente dans la section « Liens externes ».
- Arnold Tovornik
- Bert Sotlar : Slavo
- Lojze Potokar :  Le chef de gare
- Pero Kvrgić : Mateo
- Mira Sardoč : Marija
- Stane Sever : Koval
- Vanja Drach : Kolega
- Kristijan Muck : Karel
- Elvira Kralj : Hellerjeva
- Metka Ocvirk : Helena
- Danilo Bezlaj : Filip Sr
- Drago Makuc : Filip Jr
- Antun Vrdoljak : Charles
- Rado Nakrst : Achille
- Janez Čuk
- Jurij Souček